# Opuwo
Opuwo (früher auch Ohopoho) ist Hauptstadt der nordwestnamibischen Region Kunene und mit 12.335 Einwohnern (Stand 2023) auf einer Fläche von 9,8889 km². die einzige Stadt des Kaokovelds in Namibia.
Opuwo liegt nördlich der Joubertberge und bedeutet in der Stammessprache der Himba so viel wie „das Ende“, wohl da nördlich der Stadt die Infrastruktur stark eingeschränkt war.

## Geschichte

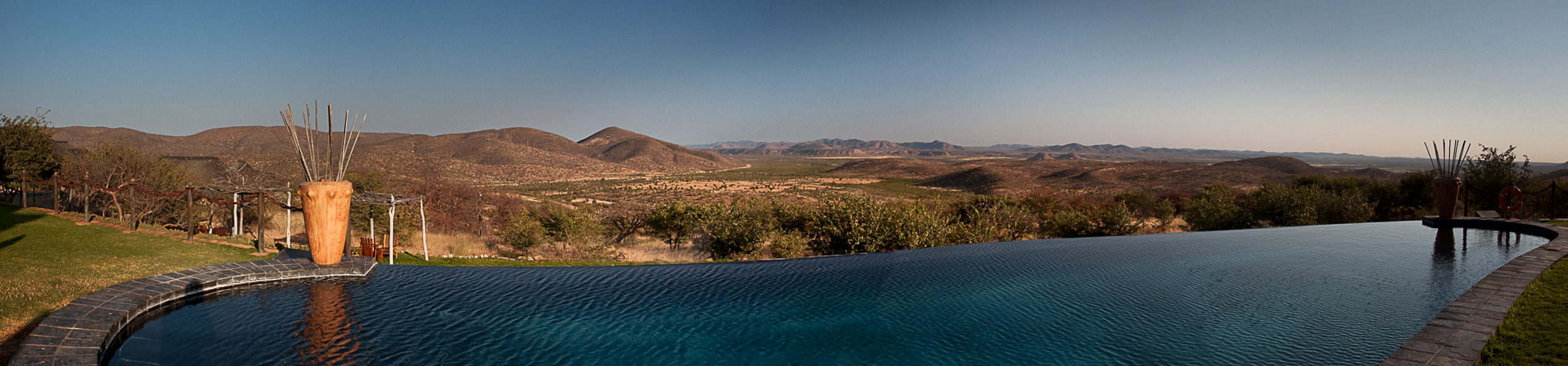
Blick vom Opuwo Country Hotel auf die nördlich der Stadt gelegenen Steilrandberge

Opuwo wurde von der Südafrikanischen Regierung als Verwaltungszentrum für das kommunale Gebiet der Himba aufgebaut, dann vom südafrikanischen Militär als Stützpunkt genutzt und bis 1990 von den UNTAG-Truppen als Stadt ausgebaut. Opuwo besitzt auch das einzige Krankenhaus des Gebietes und einige schöne Lodges. Inzwischen ist Opuwo gern genutzte Station auf dem Weg an die nördlich gelegenen Epupafälle (Kunene-Fluss). Dort gibt es einige kleine Campingplätze und Lodges. Opuwo eignet sich auch als Ausgangspunkt für Fahrten in das Marienflusstal und das Hartmanntal.

## Politik

### Stadtrat
| Partei | Sitze |
| ------ | ----- |
| PDM    | 4     |
| SWAPO  | 3     |

Seit den Kommunalwahlen 2020 ist Rosa Kamutuua Tjeundo von dem Popular Democratic Movement die erste Bürgermeisterin in der Geschichte des Ortes. Der Bürgermeister steht dem 7-köpfigen Council vor.
Bei den Kommunalwahlen 2020 wurde folgendes amtliche Endergebnis ermittelt.

## Bildungseinrichtungen

### Grundschulen
| - Ehomba Junior Primary School - Etanga Junior Primary School - Hangua Junior Primary School - Kamery Primary School - Kaoko-Otavi Primary School - Musaso Primary School - Okangvati Senior Primary School | - Okorosave Junior Primary School - Ombombo Primary School - Opuwo Junior Primary School - Orumana Senior Primary School - Otjerunda Junior Primary School - Otjondeka Junior Primary School - Ruiters Primary School |

### Oberschulen
| - Mureti Secondary School | - Putwavanga Junior Sec. School |